# Rhizopsammia nuda
Rhizopsammia nuda is een rifkoralensoort uit de familie van de Dendrophylliidae. De wetenschappelijke naam van de soort is voor het eerst geldig gepubliceerd in 1926 door van der Horst.